# Vanlife

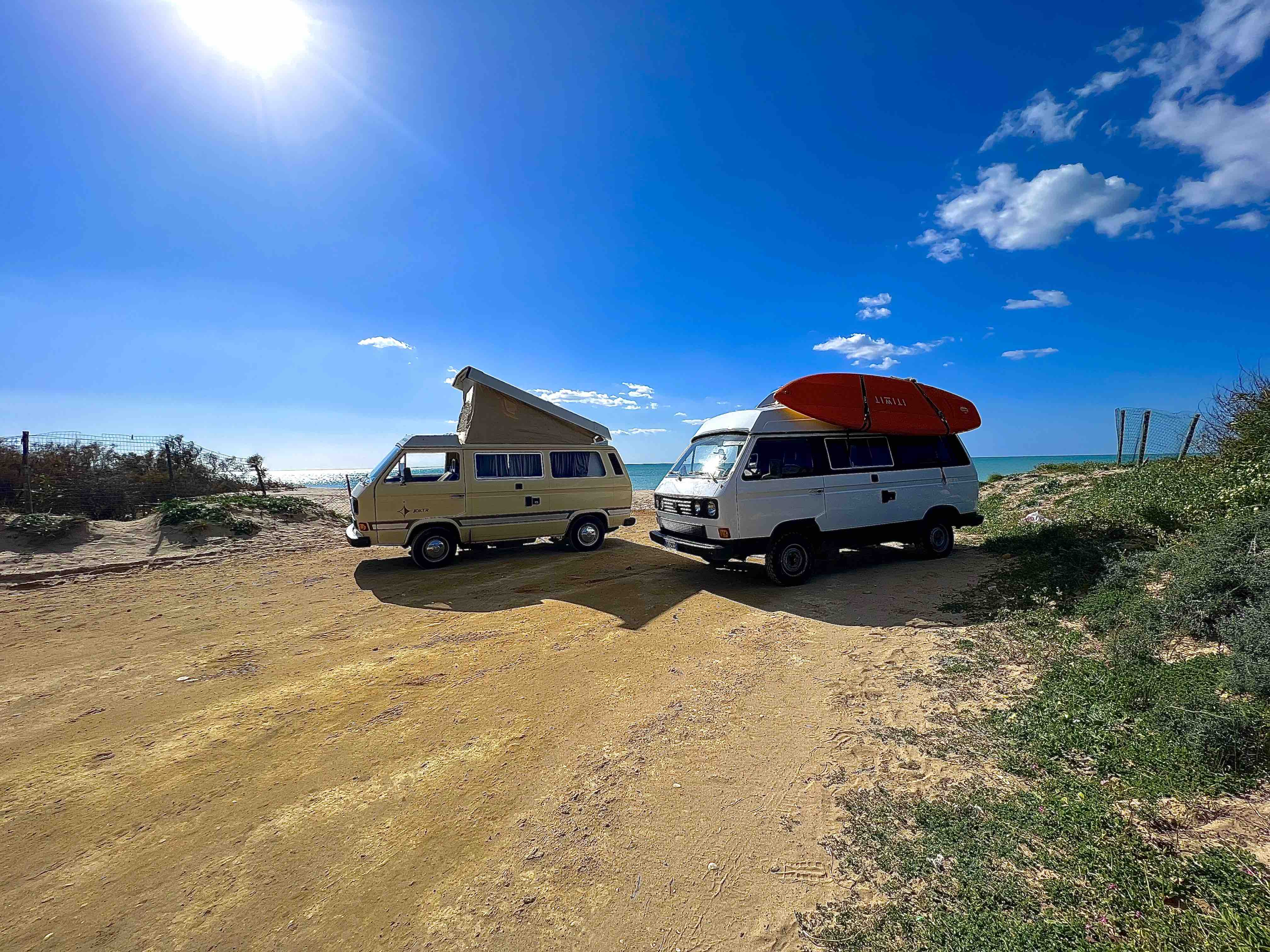
Vw T3 modello joker allestimento Westfalia Ph Jokervanlife

La vanlife o van life è un movimento culturale e sociale che celebra e promuove uno stile di vita nomade, basato sul vivere in un veicolo modificato o attrezzato, spesso un furgone, per un periodo di tempo prolungato. Le persone che aderiscono a questo stile di vita sono conosciute come "vanlifers".

## Origine e storia
Sebbene l'idea di viaggiare o vivere in un veicolo non sia nuova, è nel 21º secolo che il termine "Vanlife" e il movimento sociale e culturale a esso associato hanno guadagnato popolarità, in particolare con la diffusione dei social media. Su piattaforme come Instagram e YouTube sono comparse numerose immagini di individui che vivono in modo pittoresco nei loro furgoni attrezzati, ispirando così sempre più persone a considerare questa alternativa allo stile di vita tradizionale.

## Veicoli e modifiche
I veicoli più comuni utilizzati per la Vanlife includono furgoni cargo, camper, furgoni VW e anche bus scolastici riconvertiti. Questi veicoli vengono poi modificati e personalizzati per includere strutture abitative come un letto, una cucina, uno spazio per il bagno e aree di stoccaggio. Molti vanlifers scelgono anche di includere sistemi di energia solare per alimentare elettricità e riscaldamento.

## Implicazioni economiche e sociali
Il movimento Vanlife ha portato a una maggiore domanda di veicoli convertibili e di servizi correlati, creando un nuovo settore economico. Tuttavia, ci sono anche implicazioni sociali, poiché non tutti scelgono questo stile di vita volontariamente. Alcune persone vivono in veicoli a causa di difficoltà economiche o per sfuggire all'aumento dei costi della casa. Questo ha portato a dibattiti sulla regolamentazione e sui diritti delle persone che vivono in veicoli.